# 2021 Poincaré
För andra betydelser, se Poincaré.
2021 Poincaré eller 1936 MA är en asteroid i huvudbältet som upptäcktes den 26 juni 1936 av den franske astronomen Louis Boyer vid Algerobservatoriet. Den har fått sitt namn efter den franske matematikern, fysikern, och vetenskapsteoretikern, Henri Poincaré.
Asteroiden har en diameter på ungefär 5 kilometer.